# هانس-یواخیم شولتسه
هانس-یواخیم شولتسه (آلمانی: Hans-Joachim Schulze؛ ‏ ۳ دسامبر ۱۹۳۴) موسیقی‌شناس اهل آلمان بود و یکی از صاحب‌نظران مشهور دربارهٔ موسیقی و آثار یوهان سباستیان باخ است که مابین سال‌های ۱۹۹۲ تا ۲۰۰۰ ریاست باخ-آرشیف در لایپزیگ را به عهده داشت. او به‌همراه کریستف ولف، از ویراستاران اصلی باخ-یاربوخ در سال‌های ۱۹۷۵ تا ۲۰۰۰ بودند و در سال ۲۰۰۶ در کتابی مفصل، شرح و مقدمه‌ای بر تمامی کانتات‌های باخ نوشت که پژوهش و و نگارش آن ۵ سال زمان برده بود و ۲۲۶ کانتات این آهنگساز نامدار را در بر می‌گرفت. شولتس نه تنها حقایق موسیقی‌شناختی همچون ساختار یک اثر، بلکه زمینه اجتماعی، اعتبار منابع موجود دربارهٔ آن اثر و ارتباط با دیگر آهنگ‌ها و آثار باخ را نیز در این کتاب گنجاند.
وی تحصیلات مقدماتی خود را در دانشگاه موسیقی و تئاتر و دانشگاه لایپزیگ انجام و مدرک پی‌اچ‌دی خود را از دانشگاه روستوک دریافت داشت. وی از سال ۲۰۰۱ عضوی از آکادمی علوم ساکسون در لایپزیگ است. او در سال ۱۹۷۳ برندهٔ جایزه هاینس آیسلر شد.